# Ignacio Balbontín
Luis Ignacio Balbontín Arteaga (Santiago, 18 de junio de 1940-ibídem, 18 de agosto de 2015) fue un sociólogo y político chileno. Ejerció como diputado entre 1994 y 1998.

## Familia y estudios
Realizó sus estudios básicos y secundarios en el Saint George's College y los superiores en la Escuela de Derecho de la Universidad de Chile. Más tarde ingresó a la Escuela de Sociología de la Universidad Católica de Chile y se recibió de sociólogo. Una vez egresado, decidió seguir ampliando sus estudios y realizó un postgrado en la Universidad de Lovaina (Bélgica).
Se casó con María Sofía Lecaros.

## Carrera profesional
Durante su época de estudiante en la Universidad de Chile, comenzó sus actividades políticas como dirigente nacional de la Federación de Estudiantes de esta casa de estudios (FECH). Entre 1971 y 1973, fue dirigente de la Asociación de Empleados y Funcionarios de la Universidad de Chile (APEUCH). Desde 1972 hasta 1973, se desempeñó como miembro del consejo de la Corporación de Televisión de la Universidad de Chile. Además, fue profesor en dicha universidad.
Formó la Corporación de Desarrollo Solidario, desempeñándose como su director ejecutivo. Entre 1959 y 1962, fue dirigente nacional de la Asociación de Universitarios Católicos (AUC).
Desarrolló labores de investigador en la Facultad Latinoamericana de Ciencias Sociales (FLACSO) desde 1974 hasta 1978, y desempeñó iguales funciones en el Centro de Estudios del Desarrollo (CED) entre 1982 y 1990.

## Carrera política
En 1973 firmó una carta de repudio al golpe de Estado junto con otros militantes democristianos, quienes pasaron a ser conocidos como el «Grupo de los Trece».
En el ámbito político, fue dirigente nacional de la Juventud Demócrata Cristiana en el periodo 1982-1987; formó parte del Grupo de los 24 y de la Asamblea de la Civilidad.
En diciembre de 1993, fue elegido diputado por el Distrito n.º 18, comunas de Cerro Navia, Quinta Normal y Lo Prado para el período 1994-1998. Integró la Comisión Permanente de Gobierno Interior, Regionalización, Planificación y Desarrollo Social, de la que fue presidente; y la Comisión Permanente de Régimen Interno, Administración y Reglamento. No se repostuló para el periodo siguiente.

## Historial electoral

### Elecciones parlamentarias de 1993
- Elecciones parlamentarias de 1993 a diputado por el Distrito 18 (Cerro Navia, Lo Prado y Quinta Normal)[3]